# Betula celtiberica
Betula celtiberica — вид квіткових рослин з родини березових (Betulaceae). Росте на заході Європи.

## Таксономічні примітки
Синонім: Betula pubescens Ehrh. subsp. celtiberica (Rothm. & Vasc.) Ricas Mart.. Цей вид вважається синонімом широко поширеної Betula pubescens Ehrh. згідно з The Plant List (2017) чи синонімом B. alba (Moreno and Peinado 1990, SIVIM 2017) , і було поставлено під сумнів, чи слід визнавати цей таксон окремим видом. Однак його географічна ізоляція та той факт, що його можна розрізнити морфологічно, свідчать про те, що його варто визнати. Необхідні подальші дослідження для уточнення статусу.

## Біоморфологічна характеристика
Це дерево до 10 м заввишки.

## Поширення й екологія
Цей вид має обмежене поширення, зустрічається лише на гірських хребтах у Центральній Системі та Кордильєрах Кантабрика в Іспанії та на півночі Португалії. Інші субпопуляції берези в ізольованих ареалах у центральній Іспанії можуть належати до цього виду, але вважається, що вони, швидше за все, належать до реліктових популяцій Betula pendula та, можливо, також Betula pubescens. Вид був зареєстрований у Лландовері в південному Уельсі (Chater 2010), це потребує підтвердження. Росте біля струмків і озер у горах. Він також присутній в реліктових березових і букових лісах, які знаходяться в мікрокліматичних місцях, більш вологих, ніж зазвичай. Однак загальне середовище існування невідоме, оскільки приналежність виду не ясна.